# Geobacillus stearothermophilus
Espèce
Synonymes
- Bacillus stearothermophilus Donk 1920[3]
- Bacillus thermoliquefaciens

Geobacillus stearothermophilus est une bactérie à Gram positif en forme de bâtonnet. Elle est mobile, produit des spores et est thermophile. On l'utilise généralement pour vérifier le bon fonctionnement de stérilisateurs à la vapeur comme l'autoclave, puisque les bactéries sporulantes sont plus résistantes en général et que les thermophiles tolèrent bien la chaleur. Ainsi, s'il reste des cellules de Geobacillus stearothermophilus et/ou des spores de cet organisme qui sont encore viables après avoir chauffé dans l'autoclave à 121 °C pendant 15 minutes, on sait que l'autoclave ne fonctionne pas bien.

## Systématique
L'espèce Geobacillus stearothermophilus a été initialement décrite en 1920 par le bactériologiste P. J. Donk (d), travaillant alors à la National Canners Association à Washington, sous le protonyme de Bacillus stearothermophilus.
En 2001, la microbiologiste russe Tamara N. Nazina (d) et son équipe classent cette espèce sous le genre Geobacillus qu'ils viennent de créer.

## Liste des non-classés
Selon NCBI (14 mars 2022) :
- non-classé Geobacillus stearothermophilus 10
- non-classé Geobacillus stearothermophilus ATCC 12980
- non-classé Geobacillus stearothermophilus ATCC 7953
- non-classé Geobacillus stearothermophilus C56-N21
- non-classé Geobacillus stearothermophilus L14
- non-classé Geobacillus stearothermophilus T6
- non-classé Geobacillus stearothermophilus t1

## Publications originales
- Description originale sous le taxon Bacillus stearothermophilus :
  - (en) P. J. Donk, « A Highly Resistant Thermophilic Organism », Journal of Bacteriology, Baltimore, vol. 5, no 4,‎ 1er juillet 1920, p. 373-374 (ISSN 0021-9193, 1098-5530 et 1067-8832, OCLC 474775920 et 1800435, PMID 16558885, PMCID 378892, lire en ligne).
- Déplacement sous le genre Geobacillus :
  - (en) T. N. Nazina, T. P. Tourova, A. B. Poltaraus, E. V. Novikova, A. A. Grigoryan, A. E. Ivanova, A. M. Lysenko, V. V. Petrunyaka, G. A. Osipov, S. S. Belyaev et M. V. Ivanov, « Taxonomic study of aerobic thermophilic bacilli: descriptions of Geobacillus subterraneus gen. nov., sp. nov. and Geobacillus uzenensis sp. nov. from petroleum reservoirs and transfer of Bacillus stearothermophilus, Bacillus thermocatenulatus, Bacillus thermoleovorans, Bacillus kaustophilus, Bacillus thermodenitrificans to Geobacillus as the new combinations G. stearothermophilus, G. th », International Journal of Systematic and Evolutionary Microbiology, Society for General Microbiology (d), vol. 51, no 2,‎ mars 2001, p. 433–446 (ISSN 1466-5026 et 1466-5034, OCLC 807119723, PMID 11321089, DOI 10.1099/00207713-51-2-433, lire en ligne).